# 얼라인파트너스
얼라인파트너스자산운용(Align Partners Capital Management)는 대한민국의 헤지펀드이다. 대표이사는 이창환이다. 행동주의펀드로 알려져 있다.

## 역사
2021년 1월 골드만삭스 M&A부서와 콜버그크래비스로버츠(KKR) 서울사무소 한국 담당 사모펀드 출신의 이창환 대표가 창업하였다.

## 투자 기업
- JB금융
- SM엔터테인먼트[4]
- 두산밥캣[5]
- 코웨이[6]
- 덴티움[7]

## 참고문헌
1. ↑  “이승용, 이창환 얼라인파트너스 대표 “어쩌다 행동주의···올해 1조 펀드레이징””. 《시사저널》. 2023년 1월 12일.
2. ↑  “전한신, 이창환 얼라인파트너스 대표 “행동주의 펀드, 우리나라 자본시장 발전에 긍정적””. 《한국금융》. 2024년 7월 1일.
3. ↑  “얼라인파트너스 이창환 대표와의 만남”. 《People/인터뷰》. 2024년 8월 25일.
4. ↑  “SM 최정우, 경영권분쟁서 승리한 얼라인, '1호 펀드' 자금 확충 돌입”. 《연합인포맥스》. 2023년 4월 18일.
5. ↑  “하지나, 얼라인파트너스, 두산밥캣에 "주주환원 늘려라"”. 《이데일리》. 2024년 10월 18일.
6. ↑  행동주의 최다 안건은 ‘주주환원’…밸류업 공시는 여전히 저조 매일경제 2025-03-03
7. ↑  “행동주의 타깃 된 덴티움…증권가 "긍정적" 주가는 11% 급등(종합)”. 《연합뉴스》. 2025년 4월 1일. 2025년 4월 1일에 확인함.